# Supermercados El Dorado
El Dorado, es una cadena de supermercados y tiendas de Uruguay, fundada en 1929 que cuenta con setenta y dos sucursales.

## Historia
Fundada en 1929 por Tobías Polakof en Maldonado, fue el primer supermercado del interior de Uruguay. Es una empresa familiar de capitales uruguayos, propiedad de la firma Polakof y Cía S.A.. Tito Polakf como se conocía a su fundador, trajo la idea de los supermarket de un viaje e instaló el primero en la calle 18 de Julio 877, a media cuadra de la plaza San Fernando de Maldonado.
En 2022, El Dorado se expandió a Colonia y en 2023 a Montevideo; además cuenta con setenta sucursales distribuidas en los departamentos de Canelones, Cerro Largo, Lavalleja, Maldonado, Rocha, San José, Tacuarembó, Florida, Soriano, Paysandú, Río Negro y Treinta y Tres.
En 2024 inauguró su primer hipermercado en Montevideo.

## Sucursales
A la fecha enero de 2025, supermercados El Dorado tiene un total de setenta y dos sucursales en quince departamentos de Uruguay. Estas son:
| N.º            | Sucursales                                                 | Ubicación              |
| Maldonado      | Maldonado                                                  | Maldonado              |
| -------------- | ---------------------------------------------------------- | ---------------------- |
| 1              | Dodera 882                                                 | Maldonado              |
| 2              | Av. Aiguá y Monterroso                                     | Maldonado              |
| 3              | Av. Batlle y Ordóñez y Mitre                               | Maldonado              |
| 4              | Tacuarembó y bulevar Artigas                               | Maldonado              |
| 5              | Av. Lussich y Messina                                      | Maldonado              |
| 6              | Tobias Polakof y Joaquín de Viana                          | Maldonado              |
| 7              | Cuchilla de India Muerta y Tupambaé                        | Maldonado              |
| 8              | Avenida General Leandro Gómez y Lima                       | Maldonado              |
| 9              | Francisco Martínez, esq. Cno. de los Gauchos               | Maldonado              |
| 10             | Ruta 10                                                    | Maldonado              |
| 11             | Av. Francia Parada 2                                       | Punta del Este         |
| 12             | Calle 29 y Gorlero                                         | Punta del Este         |
| 13             | Ruta 10 y Ruta 12                                          | Maldonado              |
| 14             | Ruta 39 y Perimetral                                       | Maldonado              |
| 15             | 25 de Agosto y Sarandí                                     | San Carlos             |
| 16             | Av. Ceberio y Rincón                                       | Maldonado              |
| 17             | Av. W. Ferreira Aldunate, esq. Isla Canarias               | Maldonado              |
| 18             | Félix de Lizarza 775                                       | Pan de Azúcar          |
| 19             | Av. Piria y Tucumán                                        | Piriápolis             |
| 20             | Simón del Pino y Misiones                                  | Piriápolis             |
| 21             | Ruta 10 y Las Violetas                                     | Las Flores             |
| 22             | Gral. de la Llana y M. Muniz                               | Aiguá                  |
| 23             | Av. Barreiro parada 28                                     | Balneario Solís        |
| Montevideo     |                                                            |                        |
| 23             | 18 de Julio de 2006 esq Dr. Pablo de María                 | Cordón                 |
| 24             | 18 de Julio de 1807 esq Dr. Tristán Narvaja                | Cordón                 |
| 25             | Yí 1369 esq. 18 de Julio                                   | Centro                 |
| 26             | Ciudad Vieja                                               | Centro                 |
| 27             | Av. Garibaldi esq. Monte Caseros                           | La Blanqueada          |
| Lavalleja      |                                                            |                        |
| 28             | Morales Arrillaga 757                                      | Minas                  |
| 29             | Luis Alberto de Herrera 515                                | Minas                  |
| 30             | 18 de Julio y Claudio Williman                             | Minas                  |
| 31             | Dr. Podestá Carnelli, esq. Rivera                          | José Pedro Varela      |
| Cerro Largo    |                                                            |                        |
| 32             | Justino Muñíz y Herrera                                    | Melo                   |
| 33             | Ruta 26, esq. General Agustín Muñoz                        | Melo                   |
| 34             | Virrey Arredondo y Vapor Cebollati                         | Río Branco             |
| Treinta y Tres |                                                            |                        |
| 35             | Basilio Araujo 1067                                        | Treinta y Tres         |
| 36             | Enrique Rodó 1559                                          | Treinta y Tres         |
| 37             | Manuel Melendez y Juan Rosas                               | Treinta y Tres         |
| Rocha          |                                                            |                        |
| 38             | Ruta 9 km 207                                              | Rocha                  |
| 39             | General Artigas 1069                                       | Rocha                  |
| 40             | Avenida Nicolás Solari y Antares                           | La Paloma              |
| 41             | Avenida Solari y Sirio                                     | La Paloma              |
| 42             | Avenida Sagitario y Alfa                                   | La Paloma              |
| 43             | Ruta 10 y calle principal                                  | La Pedrera             |
| 44             | Arachanes 559                                              | Chuy                   |
| 45             | 25 de Agosto y Rincón                                      | Lascano                |
| Canelones      |                                                            |                        |
| 46             | Avenida Instrucciones del año XIII, 609                    | Las Piedras            |
| 47             | Mario Ferreira entre calle D y E                           | Las Toscas             |
| 48             | Charrúas y General Artigas                                 | La Tuna                |
| 49             | Rivera y Artigas                                           | Santa Lucía            |
| San José       |                                                            |                        |
| 50             | Avenida Río de la Plata y Ruta 1                           | Playa Pascual          |
| 51             | Ituzaingó entre Asamblea y Ciganda                         | San José de Mayo       |
| Tacuarembó     |                                                            |                        |
| 52             | Avenida Carlos Berrutti entre Manuel Oribe y Gral. Artigas | Paso de los Toros      |
| 53             | Florencio Sánchez, esquina Ángela B. de López              | Paso de los Toros      |
| Florida        |                                                            |                        |
| 54             | Libertad 1034, entre Avda. Artigas y Treinta y Tres        | Sarandí Grande         |
| Soriano        |                                                            |                        |
| 55             | Carlos Puig y Dr. Adalberto Schuster                       | Dolores                |
| 56             | Colón esq. Eusebio Giménez                                 | Mercedes               |
| 57             | Libertad esq. Florencio Sánchez                            | Cardona                |
| Paysandú       |                                                            |                        |
| 58             | Avenida General Artigas esq. Salto                         | Paysandú               |
| Río Negro      |                                                            |                        |
| 59             | Zorrilla de San Martín, esq. Enrique Beaulieu              | Fray Bentos            |
| Colonia        |                                                            |                        |
| 60             | Avenida Batlle y Ordóñez y Ruta 21                         | Colonia del Sacramento |
| 61             | Argentina y José Enrique Rodó                              | Nueva Palmira          |
| Durazno        |                                                            |                        |
| 62             | Dr. Luis Morquio, entre Manuel Oribe y Eusebio Piriz       | Ciudad de Durazno.[1]  |

## Servicios
- Tarjeta El Dorado
- Tarjeta Regalo
- Pedios a domicilio

## Tiendas
A la fecha enero de 2025, el Dorado cuenta con cuatro sucursales; una en Maldonado, otra en Lavalleja (Minas), otra en Treinta y Tres otra en Rocha (Lascano).